# Riaba
Riaba ist eine Stadt in der Republik Äquatorialguinea auf der Insel Bioko. Sie liegt an der Ostküste der Insel in der Provinz Bioko Sur und ist die Hauptstadt des Distriktes Riaba.

## Bevölkerung
2005 hatte Riaba 1071 Einwohner und war damit die fünftgrößte Stadt auf der Insel Bioko. Noch 1983 lebten in Riaba nur rund 200 Menschen.

## Geschichte
Gegründet wurde die Stadt 1779 als Concepción, sie war die erste Hauptstadt der Insel. Anfang des 20. Jahrhunderts begann man, schlachtreife Rinder aus dem Hochland um Moka an den Strand von Riaba zu treiben und von hier aus nach Malabo zu verschiffen. Mit der Umbenennungswelle nach der Unabhängigkeit erhielt sie 1973 den Namen Riaba nach einem Häuptling der Bubi.

## Infrastruktur
Die Stadt erreicht man per Auto von Malabo aus auf einer südöstlich über Rebola und Baney führenden Straße. Von hier aus besteht eine weitere Verbindung nach Luba an der Westküste. Etwas nördlich der Stadt liegt die 1973 eröffnete COPE-Brücke, mit ihrem Ausblick eine Sehenswürdigkeit Biokos.